# Leptoserinetha navicularis
Leptoserinetha
Genre
Espèce
Leptoserinetha navicularis est une espèce fossile d'insectes Hémiptères dans la famille des Alydidae, donc dans le sous-ordre des hétéroptères, dans le genre fossile Leptoserinetha, dont c'est la seule espèce et l'espèce type.

## Classification
Le genre Leptoserinetha et l'espèce Leptoserinetha navicularis sont décrits en 1937 par le paléontologue français Nicolas Théobald (1903-1981) dana sa thèse,. 

### Fossiles
Cette espèce, Leptoserinetha navicularis est décrite avec l'holotype, un nouveau spécimen identifié A1016, venant du gypse d'Aix-en-Provence et appartenant à la collection de Nicolas Théobald.

### Étymologie
L'épithète spécifique navicularis signifie en latin « expédition », évoquant son mode d'arrivée sur le site géologique : voir paragraphe #Biologie.

## Description

### Caractères
La diagnose de Nicolas Théobald en 1937,

« Petit insecte brunâtre, au corps allongé, de forme naviculée. Tête subtrianguaire, plus longue que large ; front allongé ; 2 yeux latéraux de forme ovale ; 3 ocelles visibles à l'arrière de la tête ; antennes fines et longues, fixées à l'avant des yeux et sur les côtés de la tête ; article basal aussi long que la tête, 2e et 3e très fins, allongés, 4e un peu plus court; bord postérieur de la tête droit. Pronotum trapézoïdal, à l'avant aussi large que la tête, à l'arrière presque deux fois aussi large; coins postérieurs légèrement arrondis. Dans la moitié postérieure on voit une arête médiane à peine saillante qui se poursuit sur le scutellum. Ce dernier est court et triangulaire, sa pointe arrive au-dessus des hanches III. Abdomen ovale, entièrement recouvert par les élytres. Ces derniers avec corie et membrane nettement séparées par une ligne oblique, nervation effacée. pattes longues et fines, tarses de 3 articles dont le premier est plus long que les deux autres ; cuisses à peine renflées, tibias cylindriques ; tibias III plus longs que les cuisses; tarses terminés par deux griffes ; pattes couvertes de poils fins. ».

### Dimensions
La longueur totale est de 5,5 mm et la longueur des antennes est de 4,5 mm.

### Affinités
« L'Insecte présente les caractères des Coreidae, il a le port des Serinetha, les antennes et les pattes ont la même structure; mais le corps est plus gracile et plus fusiforme. Par sa forme allongée; il rappelle davantage l'aspect du g. Leptocorisa ; mais il se distingue de ce dernier par les antennes. Dans le g. Leptocorisa le premier article des antennes est beaucoup plus long. Il s'agit ici d'un genre nouveau que nous plaçons auprès du g. Serinetha Spin., dans la division des Serinetharia. Le g. Serinetha vit dans les régions éthiopienne et orientale. ».

## Biologie
Cet exemplaire est unique. Cet insecte ténu et gracile a été porté par le vent sur le lieu du gisement ; sa signification est régionale.

## Galerie

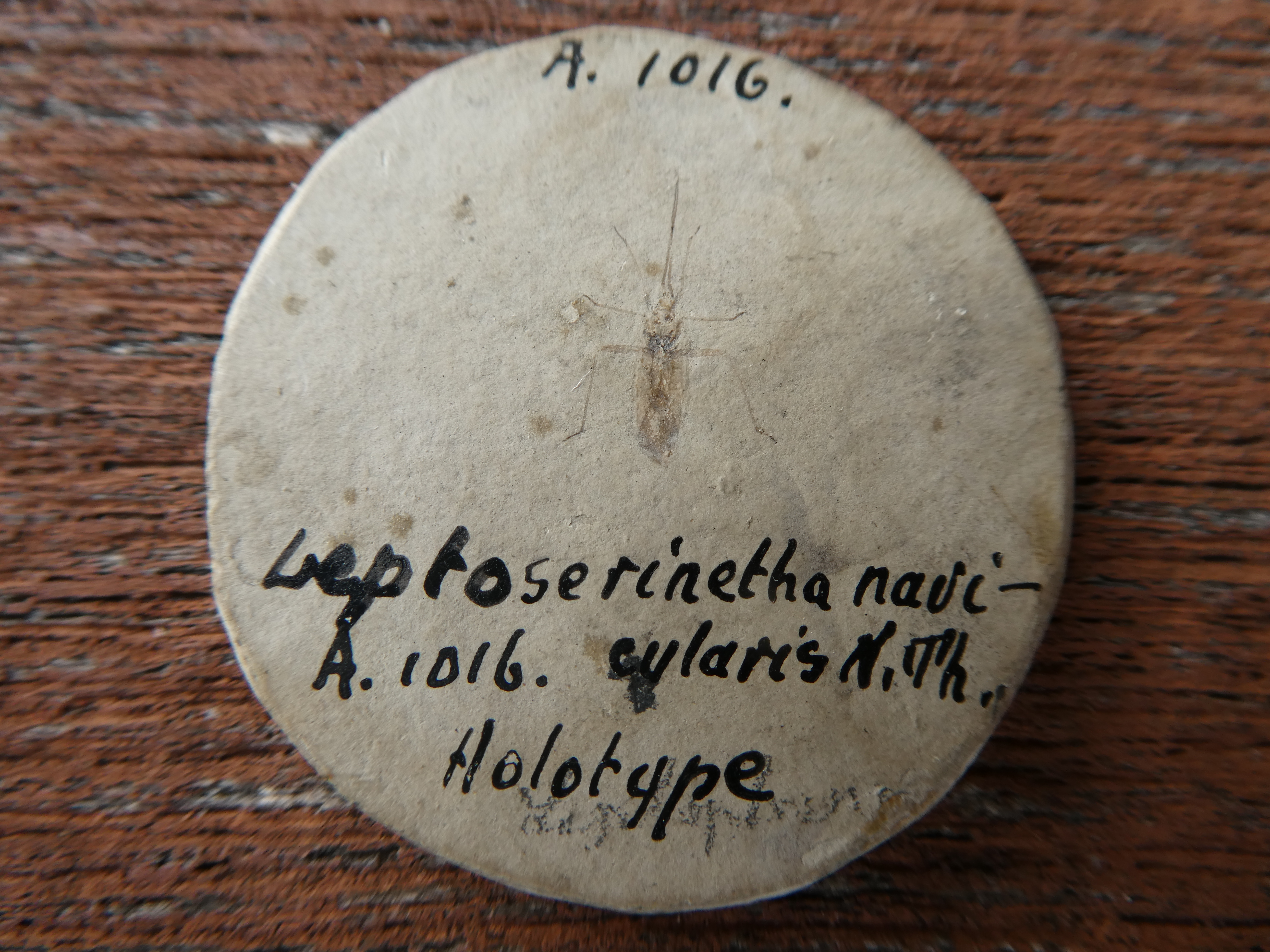
Holotype de 1937
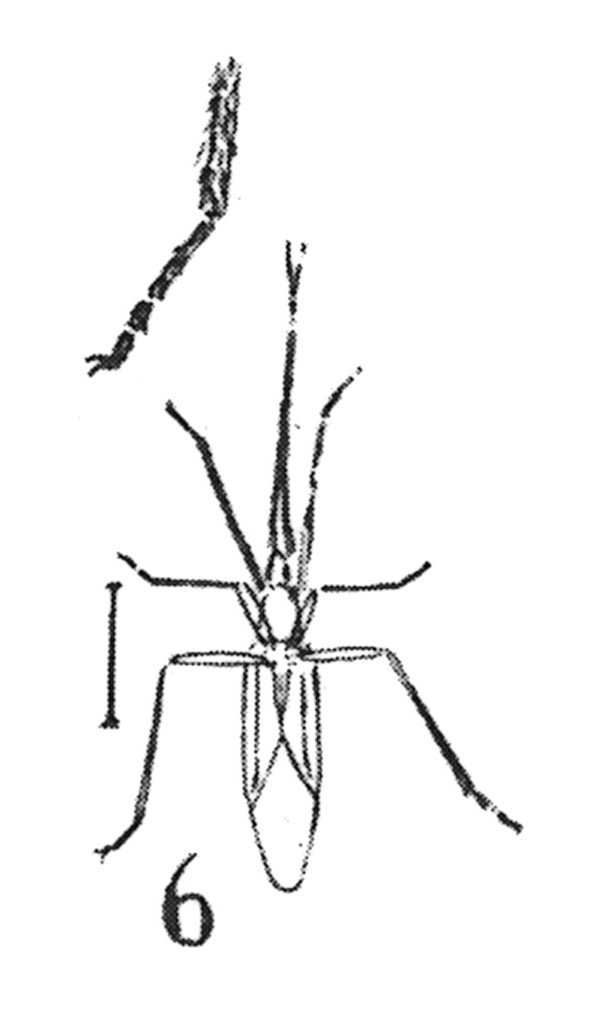
Leptoserinetha navicularis 1937 N. TH. Holotype éch A1016 x2,6 p. 362 pl. XXVII Hémiptères du Stampien d'Aix-en-Provence

### Publication originale
- [1937] Nicolas Théobald, « Les insectes fossiles des terrains oligocènes de France 473 p., 17 fig., 7 cartes,13 tables, 29 planches hors texte », Bulletin Mensuel de la Société des Sciences de Nancy et Mémoires de la Société des sciences de Nancy, Imprimerie G. Thomas,‎ 1937, p. 1-473 (ISSN 1155-1119 et 2263-6439, OCLC 786027547). .